# Wilfried Nancy
Wilfried Nancy (El Havre, Francia, 9 de abril de 1977) es un exjugador y entrenador de fútbol francés. Actualmente dirige al Columbus Crew.

## Primeros años
Nancy nació en El Havre de padre guadalupeño y madre senegalesa-caboverdiana. Su padre estaba en la marina francesa y Nancy pasó su primera infancia en diferentes regiones, incluidas Guadalupe, Martinica, Yibuti y Reunión. A la edad de 11 años, su familia se mudó a Tolón y allí comenzó a jugar fútbol organizado antes de mudarse a la academia de Toulon a la edad de 14 años.

## Carrera como jugador
Nancy fue futbolista profesional en Francia y comenzó su carrera en el Toulon. También tuvo temporadas en varios clubes de aficionados y semiprofesionales, incluidos Stade Beaucairois, US Raonnaise, Ivry, Noisy-le-Sec, Châtellerault y Orléans antes de mudarse a Canadá en 2005 con la UQAM.

## Carrera como entrenador
Después de retirarse como futbolista, Nancy entrenó fútbol en la Liga de Fútbol Premier de Quebec de 2006 a 2007. Entrenó a los equipos provinciales de Quebec desde 2007 y también fue director técnico adjunto de la Association régionale de soccer de la Rive-Sud en 2008.
Formó parte de la Montreal Impact Academy desde sus inicios en 2011, comenzando con los Sub-18, luego los Sub-21 en 2014, seguidos por los Sub-16 de 2014 a 2015. Fue ascendido a entrenador asistente del primer equipo el 7 de enero de 2016. El 8 de marzo de 2021, tras la dimisión de Thierry Henry, Nancy fue ascendido a entrenador del CF Montréal y se convirtió en el primer entrenador del club tras su cambio de marca del nombre Impact. Nancy llevó al club a la postemporada en 2022, terminó con el segundo mejor récord en el Este y perdió ante New York City FC en las semifinales de conferencia.
Nancy fue anunciado como entrenador del Columbus Crew el 6 de diciembre de 2022.En diciembre de 2023, obtuvo la MLS Cup luego de vencer a Los Angeles FC por 2-1.

## Clubes

### Como jugador
| Club              | País    | Año       |
| ----------------- | ------- | --------- |
| Toulon            | Francia | 1995-1998 |
| Stade Beaucairois | Francia | 1998-1999 |
| US Raonnaise      | Francia | 1999-2000 |
| Ivry              | Francia | 2000-2001 |
| Noisy-le-Sec      | Francia | 2001-2002 |
| SO Châtellerault  | Francia | 2002-2003 |
| Orléans           | Francia | 2003-2005 |

### Como entrenador
| Equipo                       | Div.                | Temporada           | Liga | Liga | Liga | Liga | Liga |    | Copa | Copa | Copa | Copa |    | Internacional | Internacional | Internacional | Internacional | Internacional |   | Otros | Otros | Otros | Otros |    | Totales     | Totales | Totales | Totales | Totales | Totales | Totales | Totales |
| Equipo                       | Div.                | Temporada           | PD   | G    | E    | P    | Pos. | PD | G    | E    | P    | PD   | G  | E             | P             | Pos.          | PD            | G             | E | P     | PD    | G     | E     | P  | Rendimiento | GF      | GC      | Dif.    |         |         |         |         |
| ---------------------------- | ------------------- | ------------------- | ---- | ---- | ---- | ---- | ---- | -- | ---- | ---- | ---- | ---- | -- | ------------- | ------------- | ------------- | ------------- | ------------- | - | ----- | ----- | ----- | ----- | -- | ----------- | ------- | ------- | ------- | ------- | ------- | ------- | ------- |
| CF Montréal · Canadá         | 1.ª                 | 2021                | 34   | 12   | 10   | 12   | 18.º | 3  | 2    | 1    | 0    | -    | -  | -             | -             | -             | -             | -             | - | -     | 37    | 14    | 11    | 12 | 47.75%      | 50      | 45      | +5      |         |         |         |         |
| CF Montréal · Canadá         | 1.ª                 | 2022                | 34   | 20   | 5    | 9    | 3.º  | 2  | 1    | 0    | 1    | 4    | 1  | 1             | 2             | 1/4           | 2             | 1             | 0 | 1     | 42    | 23    | 6     | 13 | 59.52%      | 73      | 60      | +13     |         |         |         |         |
| CF Montréal · Canadá         | Total               | Total               | 68   | 32   | 15   | 21   | -    | 5  | 3    | 1    | 1    | 4    | 1  | 1             | 2             | -             | 2             | 1             | 0 | 1     | 79    | 37    | 17    | 25 | 54.01%      | 123     | 105     | +18     |         |         |         |         |
| Columbus Crew Estados Unidos | 1.ª                 | 2023                | 34   | 16   | 9    | 9    | 3.º  | 3  | 2    | 0    | 1    | 3    | 2  | 1             | 0             | 1/16          | 6             | 5             | 0 | 1     | 46    | 25    | 10    | 11 | 61.6%       | 97      | 62      | +35     |         |         |         |         |
| Columbus Crew Estados Unidos | 1.ª                 | 2024                | 34   | 19   | 9    | 6    | 2.º  | -  | -    | -    | -    | 12   | 7  | 4             | 1             | 1.º           | 2             | 0             | 1 | 1     | 48    | 26    | 14    | 8  | 63.89%      | 97      | 56      | +41     |         |         |         |         |
| Columbus Crew Estados Unidos | 1.ª                 | 2025                | 25   | 12   | 8    | 5    | -    | -  | -    | -    | -    | 5    | 3  | 1             | 1             | 1/8           | -             | -             | - | -     | 30    | 15    | 9     | 6  | 60%         | 49      | 43      | +6      |         |         |         |         |
| Columbus Crew Estados Unidos | Total               | Total               | 93   | 47   | 26   | 20   | -    | 3  | 2    | 0    | 1    | 20   | 12 | 6             | 2             | -             | 8             | 5             | 1 | 2     | 124   | 66    | 33    | 25 | 62.1%       | 243     | 161     | +82     |         |         |         |         |
| Total en su carrera          | Total en su carrera | Total en su carrera | 161  | 79   | 41   | 41   | -    | 8  | 5    | 1    | 2    | 24   | 13 | 7             | 4             | -             | 10            | 6             | 1 | 3     | 203   | 103   | 50    | 50 | 58.95%      | 366     | 266     | +100    |         |         |         |         |
| 1. 2. 3.                     |                     |                     |      |      |      |      |      |    |      |      |      |      |    |               |               |               |               |               |   |       |       |       |       |    |             |         |         |         |         |         |         |         |

#### Resumen por competiciones
| Competición                      | Partidos | Ganados | Empatados | Perdidos | %      | Resultado        |
| -------------------------------- | -------- | ------- | --------- | -------- | ------ | ---------------- |
| MLS                              | 161      | 79      | 41        | 41       | 57.56% | Subcampeón       |
| MLS Cup                          | 10       | 6       | 1         | 3        | 63.33% | Campeón          |
| Campeonato Canadiense de Fútbol  | 5        | 3       | 1         | 1        | 66.67% | Campeón          |
| US Open Cup                      | 3        | 2       | 0         | 1        | 66.67% | Octavos de final |
| Liga de Campeones de la Concacaf | 13       | 5       | 4         | 4        | 48.72% | Subcampeón       |
| Leagues Cup                      | 11       | 8       | 3         | 0        | 81.82% | Campeón          |
| TOTAL                            | 203      | 103     | 50        | 50       | 58.95% | 4 Títulos        |

## Palmarés

### Como entrenador

#### Campeonatos nacionales
| Título                          | Club          | País           | Año  |
| ------------------------------- | ------------- | -------------- | ---- |
| Campeonato Canadiense de Fútbol | Toronto FC    | Canadá         | 2021 |
| MLS Conferencia Este            | Columbus Crew | Estados Unidos | 2023 |
| MLS Cup                         | Columbus Crew | Estados Unidos | 2023 |

#### Campeonatos internacionales
| Título      | Club          | País           | Año  |
| ----------- | ------------- | -------------- | ---- |
| Leagues Cup | Columbus Crew | Estados Unidos | 2024 |